# Kapgang (atletik)
Kapgang er en offensiv form for gang, hvor formålet er at tilbagelægge så lang distance på så kort tid som muligt. Til forskel for løb skal den ene fod altid have kontakt med jorden samtidig med at støttebenet fra isæt på jorden til lodret position holdes udstrakt.
Kapgang er teknisk- og konditionsmæssigt krævende. Energiforbruget er kilometer for kilometer, større end ved løb samt giver stor kredsløbsbelastning, som kan konstateres ved at pulsværdier er høje som ved løb, langrend etc.
I konkurrence skal stilen fastholdes i henhold til faste definitioner, hvis ikke uddeles der advarsler for henholdsvis ”ikke strakt ben, d.v.s. bøjet knæ” og ”svæv, d.v.s., ingen fod på jorden”.
Tre advarsler medfører diskvalifikation.
Kapgang blev i 2003 en integreret del af Dansk Atletik Forbund (DAF), efter i ca. 50 år at have været et selvstændigt forbund (Dansk Gang Forbund).

## IAAF’s gangdefinition
Kapgang er en række skridt, der tages på en sådan måde, at der er kontakt med underlaget og intet synligt tab af kontakt finder sted. Det fremadførte ben skal være strakt fra første kontakt med underlaget og indtil lodret stående position.

## Udvalgte verdensrekorderIAAF
- Kvinder
  - 2005, 20 km (landevej), 1:25:41, Olimpiada Ivanova, Rusland
- Mænd
  - 2007, 20 km (landevej), 1:17:16, Vladimir Kanaykin, Rusland
  - 2014, 50 km (landevej), 3:32:33, Denis Langlois, Frankrig

## Historie
- 17. århundrede
  - Første kendte rapport om tidtagning i 1670, hvor lord Digby tabte et væddemål om at gå 5 miles (ca. 8 km) på under en time. Det siges at han gik på 1.00,30. Han manglede et halvt minut. Han skulle også have gået barfodet.
- 18. århundrede
  - I årene mellem 1775 og 1799 bliver de første konkurrencer afholdt. De blev som regel udført over meget lange distancer hvor der ofte blev gået i 24 timer eller i seks dage.
- 20. århundrede
  - 1906, Kapgang på det olympiske program i Athen, uofficielle lege.
  - 1908, Kapgang på programmet ved de officielle lege i London.
  - 1928, Kapgang var ikke på det olympiske program i Amsterdam.
  - 1932, 
    - Kapgangskonkurrence for kvinder for første gang i Tjekkoslovakiet.
    - Kapgang på det olympiske program igen Los Angeles.

  - 1952, Ved de olympiske lege i Helsingfors gik mændene 20- og 50 km, disse distancer er der ikke ændret ved de efterfølgende lege.
  - 1991, Kvinder deltager for første gang i VM i kapgang og året efter i de olympiske lege i Barcelona. Siden har kvinderne deltaget ved alle internationale mesterskaber.